# Naut Aran
Naut Aran – gmina w Hiszpanii, w prowincji Lleida, w Katalonii, o powierzchni 255,25 km². W 2011 roku gmina liczyła 1758 mieszkańców.